# دارکوب کوتوله سوندا

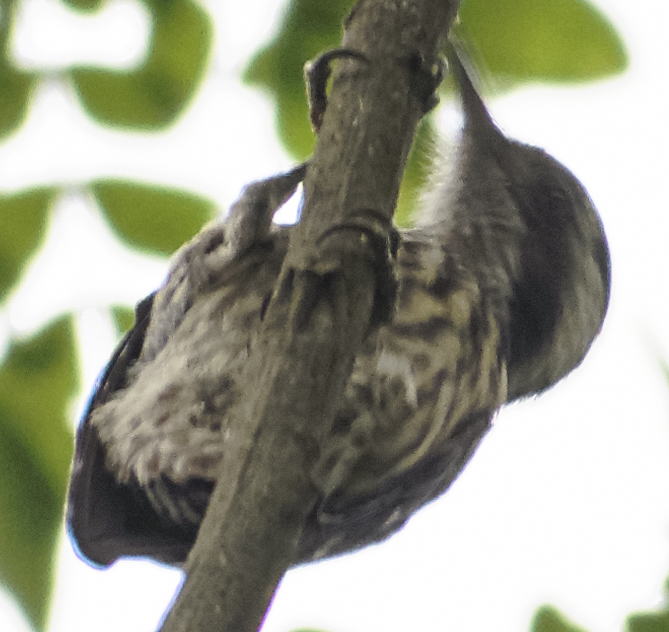
دارکوب کوتوله سوندا

دارکوب کوتوله سوندا (نام علمی: Yungipicus moluccensis) نام یک گونه از سرده دارکوب‌های کج‌گردن است.